# Tempo sideral
O tempo sideral é definido como o ângulo horário, medido em horas, do ponto vernal, para determinado observador. É diferente do tempo solar que é definido segundo o ângulo horário do Sol Médio, subtraídas 12h, devido ao movimento aparente do Sol.